# Constant Change 1976–2016
Constant Change 1976–2016 ist ein Musikalbum von Howard Riley. Die 1976 bis 2016 entstandenen Aufnahmen erschienen im November 2016 auf NoBusiness Records.

## Hintergrund
Das litauische Label NoBusiness Records legte eine 4-CD-Box vor, das (größtenteils unveröffentlichte) Solo-Aufnahmen des Pianisten Howard Riley aus einem Zeitraum von 40 Jahren enthielt. Die Stücke auf CD 1 entstanden 1976 live in Paris und 1980 auf dem Festival Jazztage Debrecen. Das restliche Material der Edition wurde in den Porcupine Studios in London aufgenommen. Material von der zweiten CD erschien bereits 1992 auf einer Kassettenausgabe in kleiner Auflage.

## Aufnahmesessions
- Die Titel 1-1 bis 1-6 wurden am 7. März 1976 live in Paris aufgenommen.
- Die Titel 1-7 bis 1-9 wurden während der Debrecen Jazz Days, Ungarn, am 12. September 1980 live aufgenommen.
- Die Titel 2-1 bis 2-3 wurden am 29. Juni 1983, die Titel 2-4 bis 2-6 am 28. Juni 1985 und die Titel 2-7 bis 2-13 am 21. Juli 1987 in den Porcupine Studios in London aufgenommen.
- Der Titel 3-1 wurde am 3. Juli 2014 in den Porcupine Studios, London aufgenommen.
- Der Titel 4-1 wurde am 29. April 2015 in den Porcupine Studios, London aufgenommen.
- Der Titel 5-1 wurde am 6. April 2016 in den Porcupine Studios, London aufgenommen.

## Titelliste
- Howard Riley: Constant Change 1976-2016 (NoBusiness Records NBCD 91-95)[1]

CD1 Paris/Debrecen
1. Ice	9:42
2. Boeotian	11:53
3. Seven Imprints of One	9:13
4. Inside	2:44
5. Gypsum	3:15
6. Project	7:34
7. The Furthest Point	7:26
8. Zones	19:57
9. Deflection	7:52

CD 2 Fingerprints
1. Fingerprints	5:50
2. T.S.M. (With Thanks)	3:40
3. Two-Hander	6:00
4. Eleven in Three	4:45
5. In Repose	5:11
6. Circling	2:12
7. Imprint Eleven	2:17
8. Blue on Blue	5:50
9. Inner Minor	4:21
10. Inside Out	4:47
11. Imprint Seventeen	3:52
12. Dusty Douglas	2:39
13. Serene	3:47

CD3 Mutability One
1. Mutability One (Longer Story)	1:01:19

CD 4 Mutability Two
1. Mutability Two (Longer Story)	59:13

CD 5Mutability Three
1. Mutability Three (Longer Story)	1:03:26

Die Kompositionen stammen von Howard Riley.

## Rezeption
Diese Edition sei eine Fortsetzung von Howard Rileys Boxset The Complete Short Stories 1998–2010 aus dem Jahr 2011, mit über fünf Stunden bisher unveröffentlichter Musik, schrieb Philip Clark in Jazzwise. „Constant Change“ sei ein passender Titel dafür. Das an Thelonious Monks „Misterioso“ angelehnte „Ice“ bilde harmonische Orientierungspunkte, um die herum sein weiteres Material schwebt. Sieben Jahre später, bei Studioaufnahmen in London, würden die zyklischen rhythmischen Schleifen, die dieselbe Monk-Komposition charakterisieren, zur Grundalchemie von „Eleven in Three“ – während sich „In Repose“ im Anschluss erneut mit der melodischen Essenz von Monks Rätseln beschäftige, das in ein [weiteres] Rätsel gehüllt ist. In „Fingerprints“, dem Titeltrack der zweiten CD, würde man erkennen, wie tief Monk in Rileys Jazz-DNA stecke, nicht nur als stilistische Startrampe, sondern eher als voll funktionsfähiges Idiom. Die letzten drei CDs seien „Mutability (Longer Story)“ gewidmet, drei freistehenden, einstündigen Strukturen (jeweils eine Folge, die 2014, 2015 und 2016 aufgenommen wurde), die drei Panoramaperspektiven auf denselben Pool an Gesten und harmonischen Obsessionen bieten – diese Musik sei zwar immer auch veränderlich, habe aber auch ihre Konstanten.